# Pierre Fouquerée
La Pierre Fouquerée (ou Foucrée) est un dolmen situé à Ardillières, dans le département français de la Charente-Maritime.

## Historique
Léon Faye décrit le monument en 1838. À l’initiative du propriétaire, une première fouille intervient en 1835 et ne livre que des ossements humains. Une seconde fouille, menée par Charles Rigaud en 1873, permit de mettre au jour une hachette en jadéite, quelques silex, des fragments de céramique noire, des éléments de parure (dentales et os) et de nouveaux ossements humains.
L'édifice est classé au titre des monuments historiques en 1889.

## Description
L'imposante table de couverture (3,30 m de long, 2,15 m de large pour une épaisseur comprise entre 0,30 m et 3.30.60 m) ne repose plus que sur un seul orthostate. Le second pilier est réduit à l'état de blocs épars. À l'origine, il est possible que des murets en pierres sèches, désormais disparus, contribuaient à soutenir l'ensemble. Les orthostates furent régularisés et l'entrée était taillée dans deux dalles, en « porte de four ». Toutes les dalles sont en calcaire d'origine locale.

## Folklore
Selon la tradition, le propriétaire du champ où se trouve le dolmen, voulant s'en débarrasser, parvint seulement à en renverser la table de couverture au bout d'une journée entière de labeur. Toutefois, le lendemain, il retrouva celle-ci remise en place puis mourut peu après dans d'horribles souffrances.

## Galerie

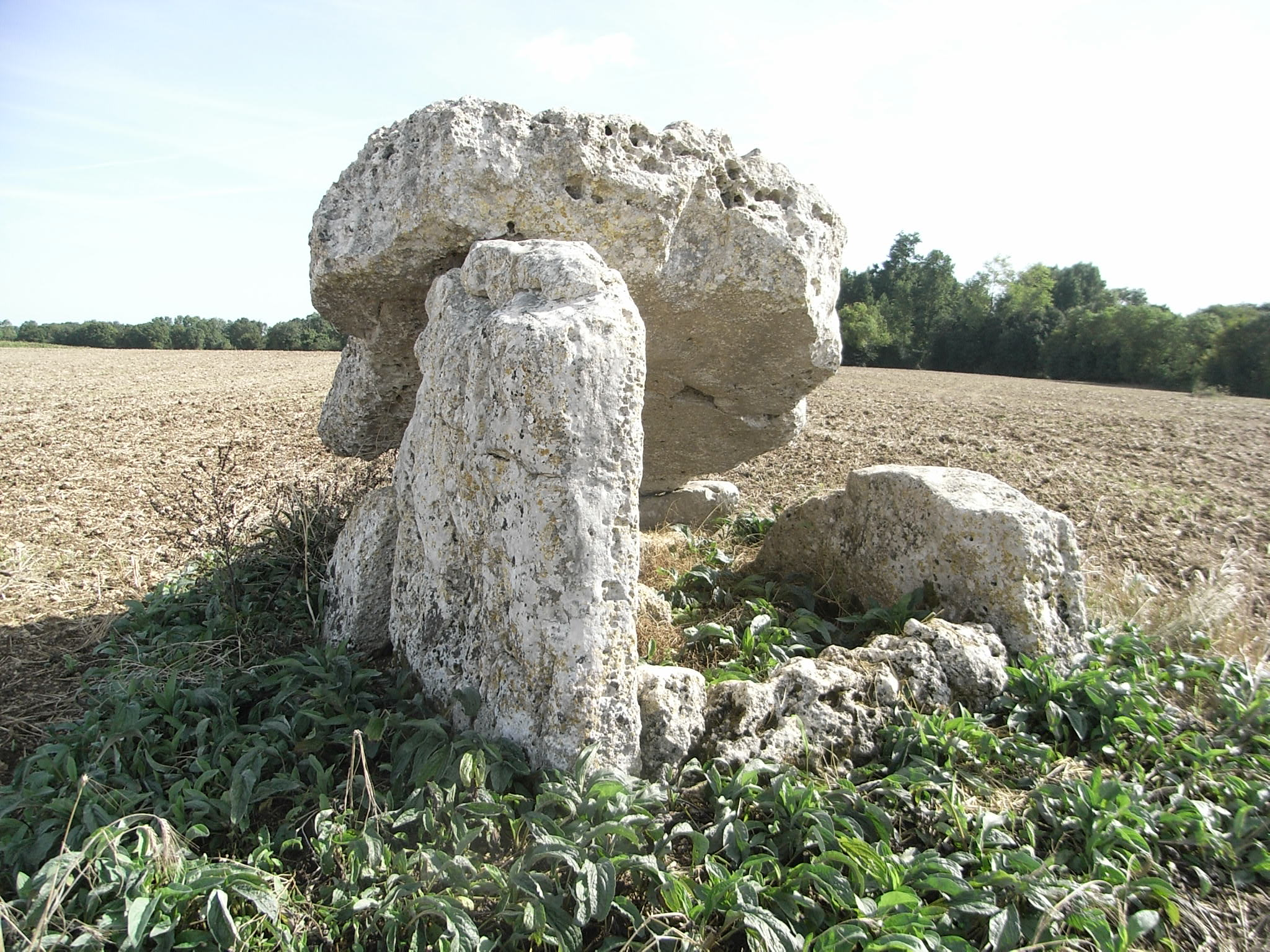
Vue sud-ouest.
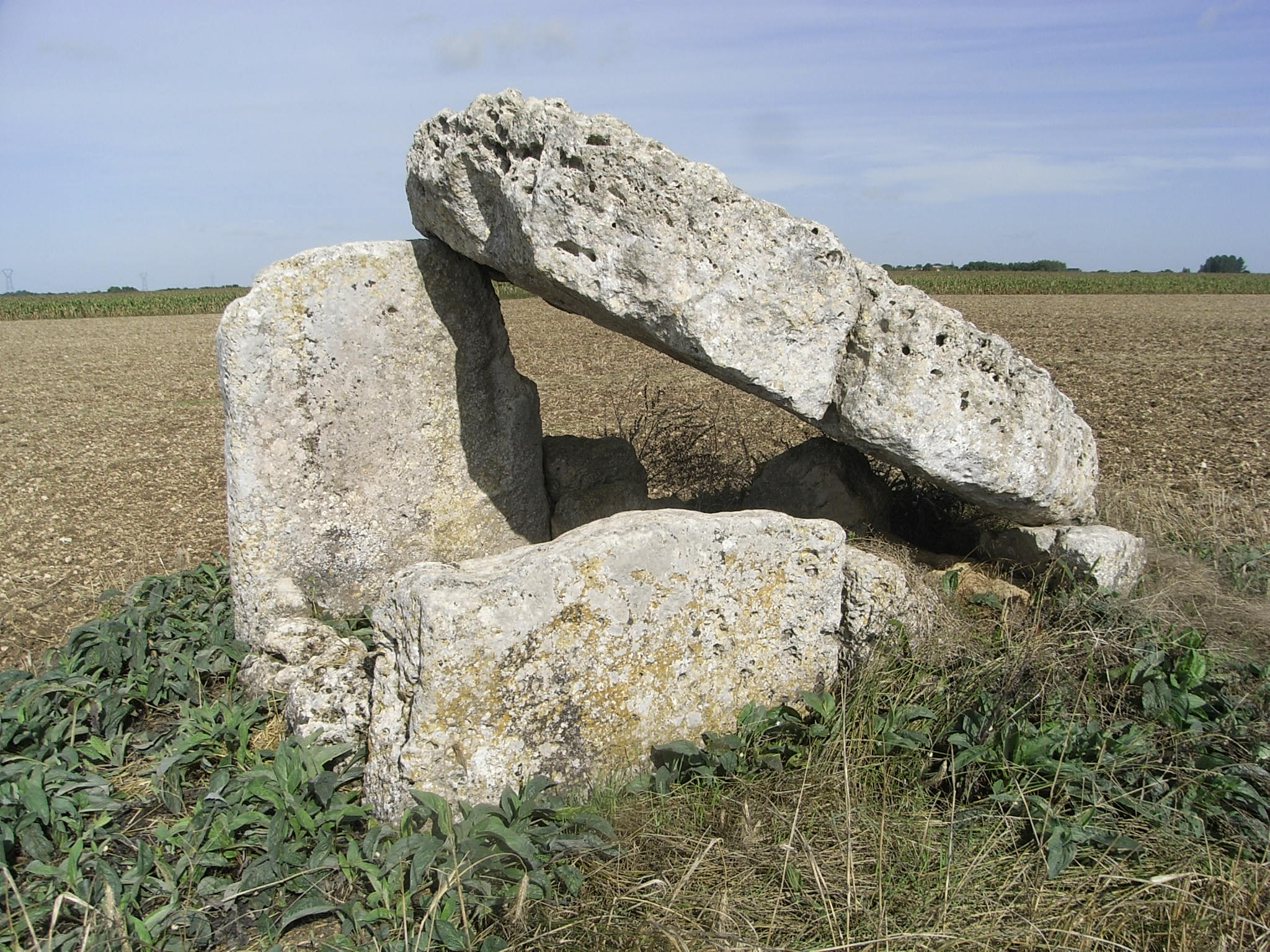
Vue sud-est.